# Lítla Dímun
Lítla Dímun is een klein eiland, gelegen tussen de eilanden Suðuroy en Stóra Dímun van de Faeröer, een tot Denemarken horende archipel. Het is het kleinste van de achttien eilanden (minder dan 1 km² groot) en het enige onbewoonde (op schapen en zeevogels na). Het eiland is nooit permanent bewoond geweest. De schapen worden elk jaar in de herfst gevangen en door middel van vissersboten naar Hvalba op het eiland  Suðuroy gebracht.  Het hoogste punt van Lítla Dímun is de berg Slættirnir (413 m).

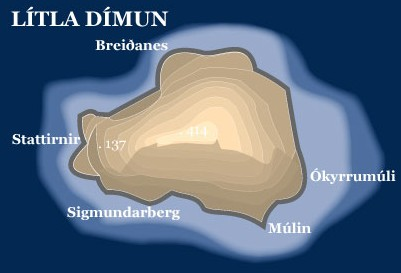
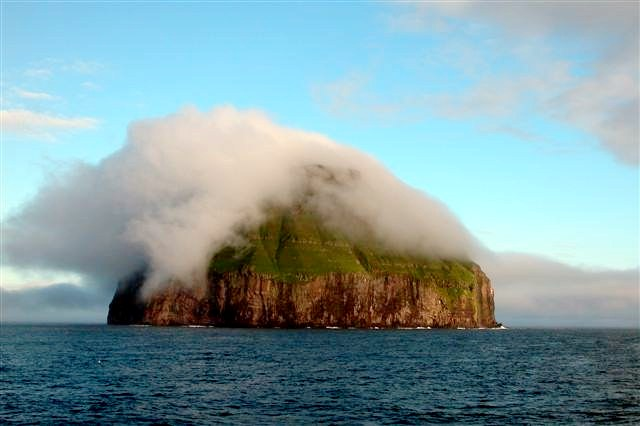
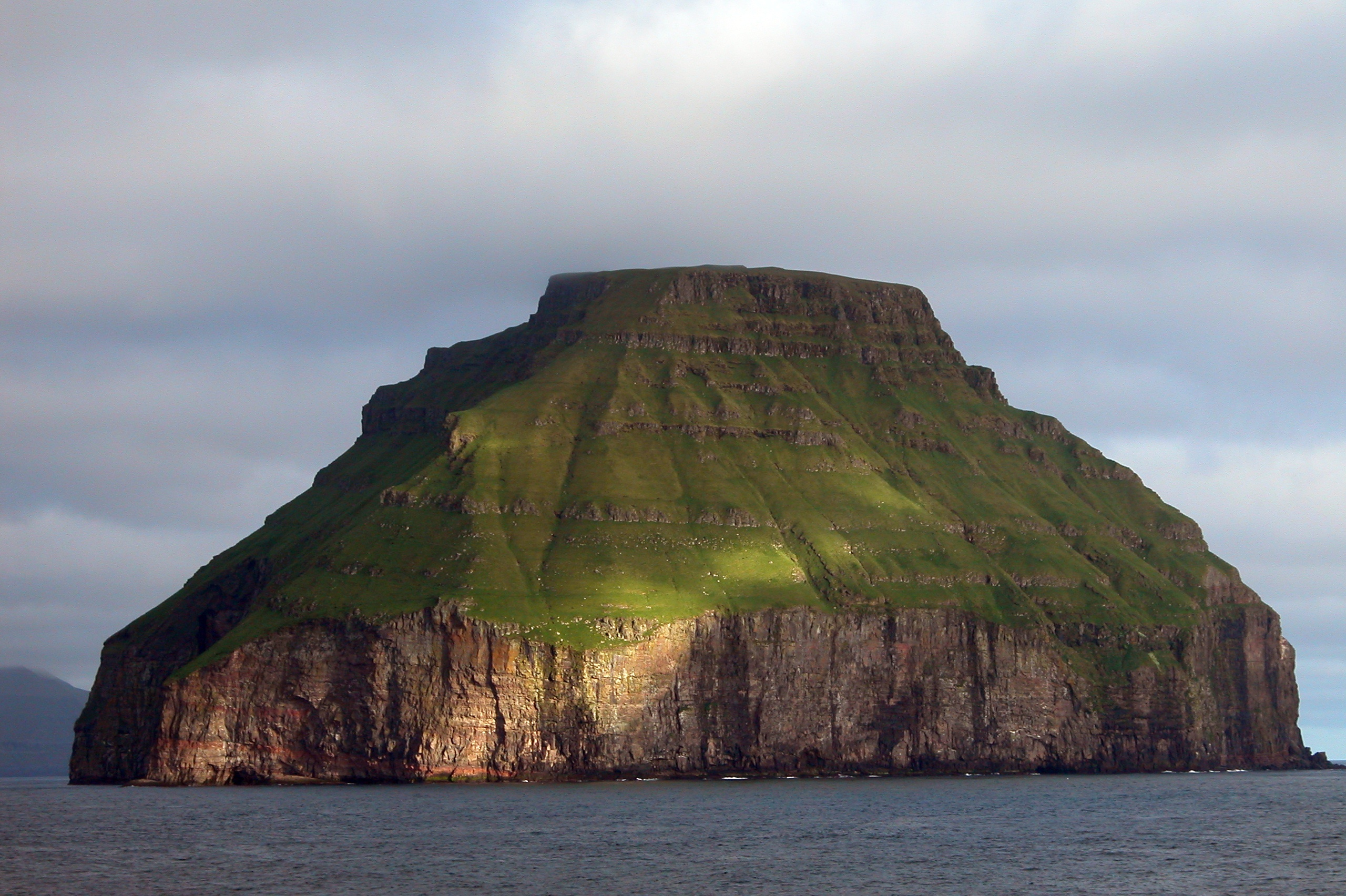